# Camping World Grand Prix at The Glen de 2010
O Camping World Grand Prix at The Glen de 2010 foi a nona corrida da temporada de 2010 da IndyCar Series. A corrida foi disputada no dia  4 de julho no Watkins Glen International, localizado na cidade de Watkins Glen, Nova Iorque. O vencedor foi o australiano Will Power, da equipe Team Penske.

## Pilotos e Equipes
No total 25 carros foram inscritos para corrida.
| Nº | Piloto                  | Equipe                     | Chassis | Motor | Pneu |
| -- | ----------------------- | -------------------------- | ------- | ----- | ---- |
| 2  | Raphael Matos           | de Ferran Dragon Racing    | Dallara | Honda | F    |
| 3  | Hélio Castroneves       | Team Penske                | Dallara | Honda | F    |
| 4  | Dan Wheldon             | Panther Racing             | Dallara | Honda | F    |
| 5  | Takuma Sato (R)         | KV Racing Technology       | Dallara | Honda | F    |
| 6  | Ryan Briscoe            | Team Penske                | Dallara | Honda | F    |
| 7  | Danica Patrick          | Andretti Autosport         | Dallara | Honda | F    |
| 8  | E. J. Viso              | KV Racing Technology       | Dallara | Honda | F    |
| 9  | Scott Dixon             | Chip Ganassi Racing        | Dallara | Honda | F    |
| 10 | Dario Franchitti        | Chip Ganassi Racing        | Dallara | Honda | F    |
| 11 | Tony Kanaan             | Andretti Autosport         | Dallara | Honda | F    |
| 12 | Will Power              | Team Penske                | Dallara | Honda | F    |
| 14 | Vitor Meira             | A. J. Foyt Enterprises     | Dallara | Honda | F    |
| 18 | Milka Duno              | Dale Coyne Racing          | Dallara | Honda | F    |
| 19 | Alex Lloyd (R)          | Dale Coyne Racing          | Dallara | Honda | F    |
| 22 | Justin Wilson           | Dreyer & Reinbold Racing   | Dallara | Honda | F    |
| 24 | Paul Tracy              | Dreyer & Reinbold Racing   | Dallara | Honda | F    |
| 26 | Marco Andretti          | Andretti Autosport         | Dallara | Honda | F    |
| 27 | Adam Carroll (R)        | Andretti Autosport         | Dallara | Honda | F    |
| 32 | Mario Moraes            | KV Racing Technology       | Dallara | Honda | F    |
| 34 | Mario Romancini (R)     | Conquest Racing            | Dallara | Honda | F    |
| 36 | Bertrand Baguette (R)   | Conquest Racing            | Dallara | Honda | F    |
| 37 | Ryan Hunter-Reay        | Andretti Autosport         | Dallara | Honda | F    |
| 77 | Alex Tagliani           | FAZZT Race Team            | Dallara | Honda | F    |
| 78 | Simona de Silvestro (R) | HVM Racing                 | Dallara | Honda | F    |
| 06 | Hideki Mutoh            | Newman/Haas/Lanigan Racing | Dallara | Honda | F    |

- (R) - Rookie

## Resultados

### Treino classificatório
| Pos. | Nº | Piloto                  | Equipe                     | Q1        | Q1        | Q2        | Q3        |
| Pos. | Nº | Piloto                  | Equipe                     | Grupo 1   | Grupo 2   | Q2        | Q3        |
| ---- | -- | ----------------------- | -------------------------- | --------- | --------- | --------- | --------- |
| 1    | 12 | Will Power              | Team Penske                |           | 1:30.5901 | 1:29.6068 | 1:29.3164 |
| 2    | 3  | Hélio Castroneves       | Team Penske                | 1:30.4680 |           | 1:29.6068 | 1:29.4609 |
| 3    | 6  | Ryan Briscoe            | Team Penske                | 1:30.5957 |           | 1:29.9022 | 1:29.9346 |
| 4    | 10 | Dario Franchitti        | Chip Ganassi Racing        |           | 1:30.0390 | 1:29.7274 | 1:29.9601 |
| 5    | 5  | Takuma Sato (R)         | KV Racing Technology       |           | 1:30.7170 | 1:30.0428 | 1:30.1410 |
| 6    | 22 | Justin Wilson           | Dreyer & Reinbold Racing   | 1:30.7007 |           | 1:29.9652 | 1:30.2667 |
| 7    | 9  | Scott Dixon             | Chip Ganassi Racing        |           | 1:30.4902 | 1:30.1389 |           |
| 8    | 26 | Marco Andretti          | Andretti Autosport         | 1:30.5383 |           | 1:30.2042 |           |
| 9    | 32 | Mario Moraes            | KV Racing Technology       | 1:30.8948 |           | 1:30.2644 |           |
| 10   | 27 | Adam Carroll (R)        | Andretti Autosport         | 1:30.7475 |           | 1:30.4886 |           |
| 11   | 2  | Raphael Matos           | de Ferran Dragon Racing    |           | 1:30.9383 | 1:30.5276 |           |
| 12   | 24 | Paul Tracy              | Dreyer & Reinbold Racing   |           | 1:30.9108 | 1:30.8414 |           |
| 13   | 11 | Tony Kanaan             | Andretti Autosport         | 1:31.1934 |           |           |           |
| 14   | 06 | Hideki Mutoh            | Newman/Haas/Lanigan Racing |           | 1:31.1723 |           |           |
| 15   | 78 | Simona de Silvestro (R) | HVM Racing                 | 1:31.3268 |           |           |           |
| 16   | 37 | Ryan Hunter-Reay        | Andretti Autosport         |           | 1:31.4333 |           |           |
| 17   | 14 | Vitor Meira             | A. J. Foyt Enterprises     | 1:31.4088 |           |           |           |
| 18   | 34 | Mario Romancini (R)     | Conquest Racing            |           | 1:31.5797 |           |           |
| 19   | 77 | Alex Tagliani           | FAZZT Race Team            | 1:31.5218 |           |           |           |
| 20   | 4  | Dan Wheldon             | Panther Racing             |           | 1:31.5988 |           |           |
| 21   | 7  | Danica Patrick          | Andretti Autosport         | 1:31.5329 |           |           |           |
| 22   | 19 | Alex Lloyd (R)          | Dale Coyne Racing          |           | 1:33.9832 |           |           |
| 23   | 36 | Bertrand Baguette (R)   | Conquest Racing            | 1:32.1888 |           |           |           |
| 24   | 18 | Milka Duno              | Dale Coyne Racing          |           | 1:40.4911 |           |           |
| 25   | 8  | E. J. Viso              | KV Racing Technology       |           | sem tempo |           |           |

- (R) - Rookie

### Corrida
| Pos       | Nº | Piloto                  | Equipe                     | Voltas | Tempo        | Largada | Voltas na Liderança | Pontos |
| --------- | -- | ----------------------- | -------------------------- | ------ | ------------ | ------- | ------------------- | ------ |
| 1         | 12 | Will Power              | Team Penske                | 60     | 1:40:27.4391 | 1       | 45                  | 53     |
| 2         | 6  | Ryan Briscoe            | Team Penske                | 60     | +1.2181      | 3       | 4                   | 40     |
| 3         | 10 | Dario Franchitti        | Chip Ganassi Racing        | 60     | +2.6754      | 4       | 1                   | 35     |
| 4         | 2  | Raphael Matos           | de Ferran Dragon Racing    | 60     | +8.0208      | 11      | 0                   | 32     |
| 5         | 32 | Mario Moraes            | KV Racing Technology       | 60     | +9.3229      | 9       | 0                   | 30     |
| 6         | 4  | Dan Wheldon             | Panther Racing             | 60     | +9.7523      | 20      | 0                   | 28     |
| 7         | 37 | Ryan Hunter-Reay        | Andretti Autosport         | 60     | +10.5003     | 16      | 0                   | 26     |
| 8         | 9  | Scott Dixon             | Chip Ganassi Racing        | 60     | +12.0546     | 7       | 10                  | 24     |
| 9         | 3  | Hélio Castroneves       | Team Penske                | 60     | +12.9834     | 2       | 0                   | 22     |
| 10        | 22 | Justin Wilson           | Dreyer & Reinbold Racing   | 60     | +13.5635     | 6       | 0                   | 20     |
| 11        | 8  | E. J. Viso              | KV Racing Technology       | 60     | +18.7591     | 25      | 0                   | 19     |
| 12        | 06 | Hideki Mutoh            | Newman/Haas/Lanigan Racing | 60     | +20.2279     | 14      | 0                   | 18     |
| 13        | 26 | Marco Andretti          | Andretti Autosport         | 60     | +26.6965     | 8       | 0                   | 17     |
| 14        | 24 | Paul Tracy              | Dreyer & Reinbold Racing   | 85     | +27.7310     | 12      | 0                   | 16     |
| 15        | 5  | Takuma Sato (R)         | KV Racing Technology       | 60     | +28.8774     | 5       | 0                   | 15     |
| 16        | 26 | Adam Carroll (R)        | Andretti Autosport         | 60     | +29.3624     | 10      | 0                   | 14     |
| 17        | 77 | Alex Tagliani           | FAZZT Race Team            | 60     | +35.3753     | 19      | 0                   | 13     |
| 18        | 36 | Bertrand Baguette (R)   | Conquest Racing            | 60     | +36.5350     | 23      | 0                   | 12     |
| 19        | 14 | Vitor Meira             | A. J. Foyt Enterprises     | 60     | +36.9869     | 17      | 0                   | 12     |
| 20        | 7  | Danica Patrick          | Andretti Autosport         | 60     | +38.2675     | 21      | 0                   | 12     |
| 21        | 11 | Tony Kanaan             | Andretti Autosport         | 60     | +38.6700     | 13      | 0                   | 12     |
| 22        | 34 | Mario Romancini (R)     | Conquest Racing            | 59     | +1 volta     | 18      | 0                   | 12     |
| 23        | 18 | Milka Duno              | Dale Coyne Racing          | 57     | +3 voltas    | 24      | 0                   | 12     |
| 24        | 78 | Simona de Silvestro (R) | HVM Racing                 | 38     | Contato      | 15      | 0                   | 12     |
| 25        | 19 | Alex Lloyd (R)          | Dale Coyne Racing          | 22     | Mecânico     | 22      | 0                   | 10     |
| Relatório |    |                         |                            |        |              |         |                     |        |

- (R) - Rookie

## Tabela do campeonato após a corrida
Observe que somente as dez primeiras posições estão incluídas na tabela.
| Pos | Var     | Piloto            | Pontos |
| --- | ------- | ----------------- | ------ |
| 1   | Estável | Will Power        | 327    |
| 2   | Aumento | Dario Franchitti  | 295    |
| 3   | Baixa   | Scott Dixon       | 287    |
| 4   | Aumento | Ryan Briscoe      | 280    |
| 5   | Baixa   | Hélio Castroneves | 273    |

| Pos | Var     | Piloto           | Pontos |
| --- | ------- | ---------------- | ------ |
| 6   | Aumento | Ryan Hunter-Reay | 251    |
| 7   | Baixa   | Tony Kanaan      | 241    |
| 8   | Estável | Justin Wilson    | 211    |
| 9   | Aumento | Dan Wheldon      | 211    |
| 10  | Baixa   | Marco Andretti   | 201    |